# Пчелинцев, Александр Михайлович
Александр Михайлович Пчелинцев (21 ноября 1911 года — ноябрь 1997 года) — советский и российский учёный, специалист по почвоведению и механике мёрзлых грунтов.

## Биография
Родился 21 ноября 1911 года в деревне Асники Рязанской области, отец — Михаил Михайлович Пчелинцев, мать — Мелания Онисимовна Пчелинцева.
В 1933—1938 годах учился на почвенно-краеведческом факультете МГУ.
С 1938 года работал в институте Мерзлотоведения под руководством Сумгина М. И.
В 1948 году защитил кандидатскую диссертацию по теме «Структура и текстура вечно-мерзлых грунтов», 31 мая 1948 года присвоена степень кандидат геолого-минералогических наук.
В 1951—1959 и 1964—1969 годах работал начальником научно-исследовательской Мерзлотной станции (пос. Игарка) Института мерзлотоведения им. Обручева АН СССР. Занимался исследованием условий залегания вечной мерзлоты, температуры, влажности и льдистости. Районы работ — притоки реки Оби Казым и Полуй. В 1954 году решением Президиума АН СССР был утверждён в звании старшего научного сотрудника по специальности «Физика и механика мерзлых грунтов».
В 1963 году защитил докторскую диссертацию по теме «Текстура мерзлых горных пород её инженерно-геокриологическое значение», 14 декабря 1963 года решением ВАК присуждена учёная степень доктора геолого-минералогических наук.
Научные достижения А. М. Пчелинцева легли в основу СНиП II-18-76 «Основания и фундаменты на вечномерзлых грунтах. Нормы проектирования.».
Пчелинцев А. М. является основателем Музея вечной мерзлоты — музея флоры и фауны Заполярья в зоне вечной мерзлоты.

### Патенты
- Способ выработки электроэнергии за счёт изменения агрегатного состояния воды при помещении её в условия вечной мерзлоты. 09.02.1995 — получен патент № 2028563 на изобретение.